# Gliese 581 e
Gliese 581 e è un pianeta extrasolare che orbita intorno alla nana rossa Gliese 581, visibile nella costellazione della Bilancia e distante 20,5 anni luce dalla Terra.

## Scoperta
La scoperta del pianeta è stata annunciata dal gruppo di Michel Mayor dell'osservatorio di Ginevra il 21 aprile 2009, scoperta effettuata tramite lo strumento HARPS del telescopio da 3,6 m dell'European Southern Observatory a La Silla, in Cile. Il gruppo di Mayor ha impiegato la tecnica della misurazione della velocità radiale, che permette di determinare le dimensioni dell'orbita e la massa di un pianeta sulla base delle piccole perturbazioni gravitazionali indotte nel moto della stella madre.

## Caratteristiche

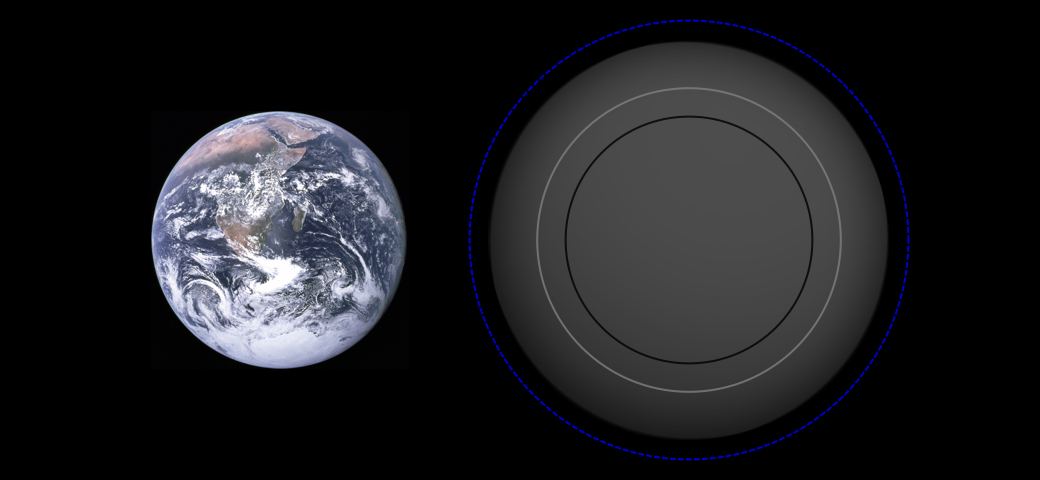
Raffronto tra le dimensioni del pianeta e quelle della Terra.

Con una massa minima pari a 1,7 masse terrestri, Gliese 581 e rappresenta il più piccolo pianeta extrasolare scoperto attorno a una stella della sequenza principale e il più vicino alla massa della Terra. Il pianeta, per via della grande vicinanza alla stella madre (~0,03 unità astronomiche – UA –), ricade al di fuori della zona abitabile del sistema planetario; una simile distanza rende difficile la presenza di un'atmosfera (l'irraggiamento della stella ne causerebbe la fuga dalla gravità del pianeta) e fa supporre temperature superficiali superiori a 500 K.
È inoltre probabile che il pianeta subisca dalla sua stella un intenso riscaldamento mareale, simile e forse più intenso di quello che il satellite Io subisce da Giove. La grande vicinanza alla stella fa sì inoltre che il pianeta completi un'orbita in circa 3,15 giorni.